# Eugnidia
Eugnidia is een geslacht van hooiwagens uit de familie Cosmetidae.
De wetenschappelijke naam Eugnidia is voor het eerst geldig gepubliceerd door Roewer in 1947. 

## Soorten
Eugnidia is monotypisch en omvat slechts de volgende soort:
- Eugnidia clavifemur